# Alfred Rosenthal (Chemiker)
Alfred Rosenthal (geboren 10. Februar 1902 in Berlin; gestorben nach 1937) war ein deutscher Chemiker.

## Leben und Tätigkeit
Rosenthal war ein Sohn des Kaufmanns Georg Rosenthal und seiner Ehefrau Johanna, geb. Busse. Den Schulbesuch absolvierte er von Ostern 1908 bis Ostern 1921 am Werner Siemens-Realgymnasium zu Berlin-Schöneberg, wo er am 28. Februar 1921 die Reifeprüfung bestand.
Nach dem Schulbesuch studierte Rosenthal Chemie an der Technischen Hochschule in Charlottenburg (Sommersemester 1921), bevor er an die Universität Leipzig wechselte (Wintersemester 1921/1922). Zu Ostern 1924 bestand er das Verbandsexamen. Anschließend fertigte er am Kaiser Wilhelm-Institut für physikalische Chemie und Elektrochemie in Berlin-Dahlem eine von Herbert Freundlich beaufsichtigte Dissertation über ein Thema der Koagulation an, mit der er an der Philosophischen Fakultät [sic!] der Friedrich-Wilhelms-Universität zu Berlin promoviert wurde (Tag der Promotion war der 12. Oktober 1926).
Rosenthal galt als Experte für Physikalische Chemie, für Kunststofftechnologie von Plastik, für Zellulose und synthetische Harze.
Von 1925 bis 1927 war Rosenthal als Forscher beim Kaiser-Wilhelm-Institut für Physikalische Chemie und Elektrochemie in Berlin beschäftigt. Von 1927 bis 1929 war er im Eiweißforschungslabor der Technischen Hochschule Berlin beschäftigt. Danach arbeitete er bis 1933 in der Industrie.
Nach der Regierungsübernahme durch die Nationalsozialisten im Jahr 1933 ging Rosenthal, der aufgrund seiner jüdischen Abstammung im neuen System ausgegrenzt wurde, nach Großbritannien. Dort erhielt er eine Anstellung in der Industrie in Wembley.
Von den Sicherheitsorganen des NS-Staates wurde Rosenthal Ende der 1930er Jahre als Staatsfeind eingestuft. Im Mai 1940 setzte das Reichssicherheitshauptamt in Berlin ihn auf die Sonderfahndungsliste G.B. Bei dieser Fahndungsliste handelt es sich um ein Verzeichnis von Personen, die im Falle einer erfolgreichen Invasion des Deutschen Reiches auf den Britischen Inseln von den den Invasionstruppen folgenden SS-Sonderkommandos mit besonderer Priorität aufgespürt und verhaftet werden sollten.

## Schriften
- Die Messung der Koagulationsgeschwindigkeit an konzentrierten Eisenoxydsolen im Gebiet der langsamen und raschen Koagulation, 1926. (Dissertation)